# گفت‌وگو با شاعران معاصر ایران
گفت‌وگو با شاعران معاصر ایران یا گفت‌وگوی شاعران (به انگلیسی: A Conversation with Modern Persian Poets) کتابی است از گفتگویی در تابستان ۱۳۴۴ میان مهدی اخوان ثالث و فروغ فرخ‌زاد و احمد شاملو و محمود مشرف آزاد تهرانی و حسن کامشاد و سیروس طاهباز و امین بنانی و گیردهاری تیکو که به کوشش علیرضا انوشیروانی از روی نوارهای کاست گفتگو فراهم و یک بار در آمریکا و دو بار در ایران منتشر شده است.
شاید این ادامه کتابی باشد که اخوان ثالث از آن به «ماجراها و قصص شاعران» نام می‌برد و برخی فصول آنرا منتشر کرده بود.

## نقد و بررسی
فیلیپ گرانت (استاد دانشگاه ادینبورا) در نشریهٔ ادبیات خاور میانه به نقد این کتاب پرداخته‌است.
زینب بردبار هم در مقاله‌ای، این کتاب را معرفی کرده‌است.